# Miltogramma unicolor
Miltogramma unicolor är en tvåvingeart som först beskrevs av Macquart 1846.  Miltogramma unicolor ingår i släktet Miltogramma och familjen parasitflugor. Inga underarter finns listade i Catalogue of Life.